# Cydnor B. Tompkins

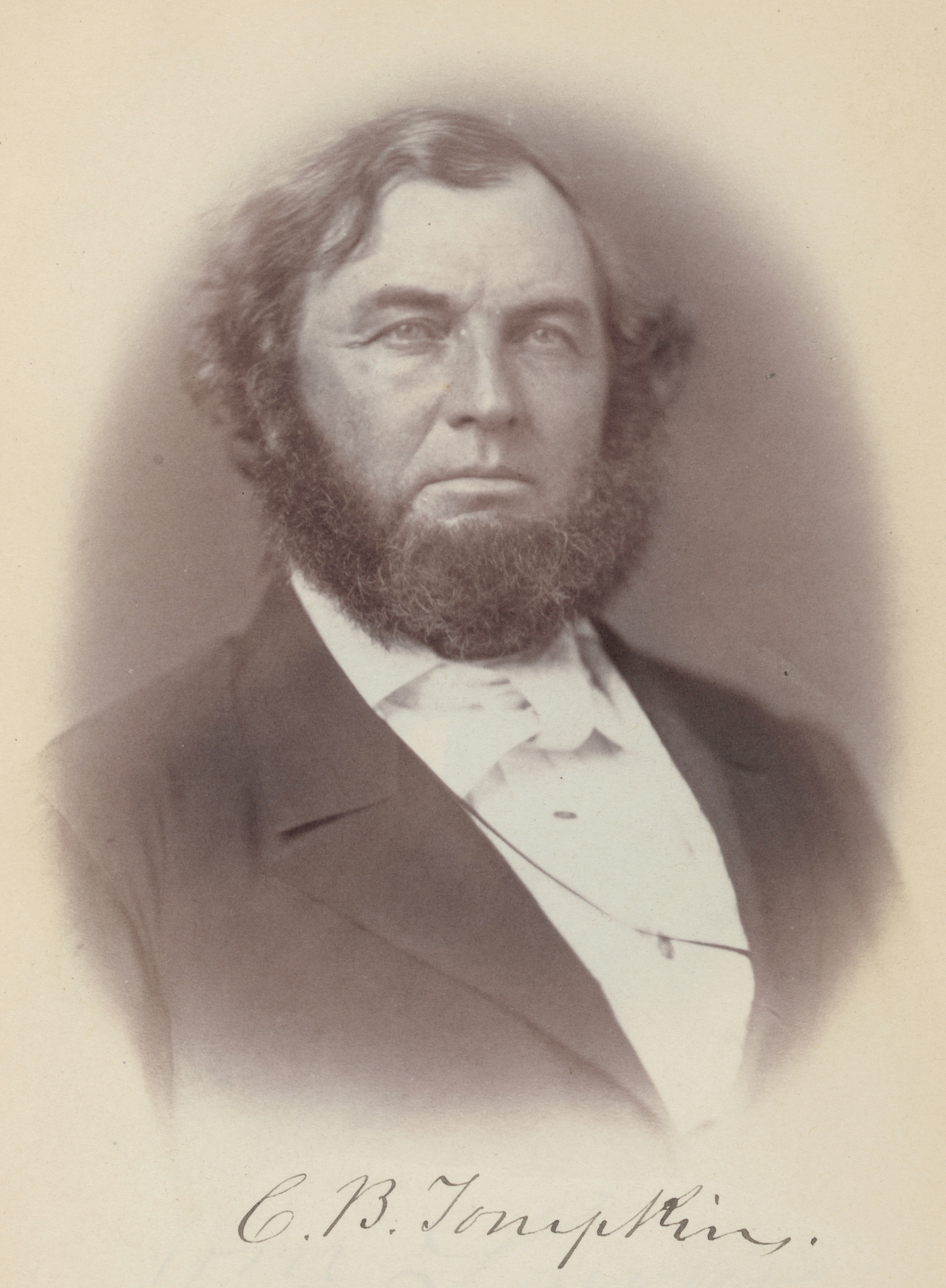
Cydnor B. Tompkins (1859)

Cydnor Bailey Tompkins (* 8. November 1810 bei St. Clairsville, Ohio; † 23. Juli 1862 in McConnelsville, Ohio) war ein US-amerikanischer Politiker. Zwischen 1857 und 1861 vertrat er den Bundesstaat Ohio im US-Repräsentantenhaus.

## Werdegang
Im Jahr 1831 kam Cydnor Tompkins mit seinen Eltern in die Gegend von McConnelsville. Er besuchte vorbereitende Schulen. 1835 absolvierte er die Ohio University in Athens. Nach einem anschließenden Jurastudium und seiner 1837 erfolgten Zulassung als Rechtsanwalt begann er in McConnelsville in diesem Beruf zu arbeiten. Im Jahr 1840 war er auch bei der dortigen Stadtverwaltung angestellt. Zwischen 1848 und 1851 amtierte er als Staatsanwalt im Morgan County. Zusätzlich war er im Jahr 1850 noch Straßenbeauftragter der Stadt McConnelsville. Politisch schloss er sich der damals gegründeten Republikanischen Partei an. Im Jahr 1855 nahm er als Delegierter an deren regionalem Parteitag für Ohio teil.
Bei den Kongresswahlen des Jahres 1856 wurde Tompkins im 16. Wahlbezirk von Ohio in das US-Repräsentantenhaus in Washington, D.C. gewählt, wo er am 4. März 1857 die Nachfolge von Edward Ball antrat. Nach einer Wiederwahl konnte er bis zum 3. März 1861 zwei Legislaturperioden im Kongress absolvieren. Diese waren von den Ereignissen im Vorfeld des Bürgerkrieges geprägt. Seit 1859 leitete Tompkins den Milizausschuss. Im Jahr 1860 wurde er von seiner Partei nicht mehr zur Wiederwahl nominiert.
Nach dem Ende seiner Zeit im US-Repräsentantenhaus praktizierte Cydnor Tompkins wieder als Anwalt. Er starb am 23. Juli 1862 in McConnelsville, wo er auch beigesetzt wurde. Sein Sohn Emmett (1853–1917) wurde ebenfalls Kongressabgeordneter.